# Силовање
Силовање је злочин присиљавања особе на сексуални акт са тешким физичким и емоционалним последицама. Силовање је један од тежих облика сексуалног насиља. Силовање представља вагиналну, аналну или оралну пенетрацију сексуалне природе на телу другог лица без њеног, односно његовог пристанка, коришћењем било ког дела тела, односно предмета. Дело се може извршити физичком силом, принудом, злоупотребом овлашћења или против особе која није способна да да ваљану сагласност, попут оне која је у несвести, онеспособљена је, има интелектуалну ометеност или је млађа од законске старости. Термин силовање се понекад користи синонимно са термином сексуални напад.
Стопа пријављивања, кривичног гоњења и осуђивања за силовање варира од једне до друге јурисдикције. Међународно, број случајева силовања која је полиција забележила током 2008. године кретао се на 100.000 људи, од 0,2 у Азербејџану до 92,9 у Боцвани и 6,3 у Литванији као медијани. Широм света, сексуално насиље, укључујући силовање, првенствено чине мушкарци над женама. Силовање од стране странаца обично је ређе од силовања од стране људи које жртва познаје, а затворска силовања мушкараца над мушкарцима и жена над женама су честа и могу бити најмање пријављени облици силовања.
Широко распрострањена и систематска силовања (нпр. ратна силовања) и сексуално ропство могу се десити током међународних сукоба. Ове праксе су злочини против човечности и ратни злочини. Силовање је такође препознато као елемент кривичног дела геноцида када је почињено са намером да у потпуности или делимично уништи циљану етничку групу.
Људи који су силовани могу бити трауматизовани и развити посттрауматски стресни поремећај. Може доћи до озбиљних повреда, заједно са ризиком од трудноће и полно преносивих инфекција. Особа се може суочити са насиљем или претњама од стране силоватеља, а у неким културама и од породице и рођака жртве.

## Дефиниција силовања
Силовање се у већини јурисдикција дефинише као сексуални однос, или други облици сексуалне пенетрације, које починилац почини над жртвом без њеног пристанка. Дефиниција силовања није у складу између владиних здравствених организација, органа за спровођење закона, здравствених радника и правних професија. Она је варирала историјски и културно. Првобитно, силовање није имало сексуалну конотацију и још увек се користи у другим контекстима на енглеском. У римском праву, то или раптус је класификован као облик злочина, „злочин напада“. Раптус се односио на отмицу жене против воље мушкарца под чијом је влашћу живела, а полни однос није био неопходан елемент. Друге дефиниције силовања су се временом мењале.
До 2012. године, Федерални истражни биро (ФБИ) сматрао је силовање злочином који су починили искључиво мушкарци над женама. Године 2012. променили су своју дефиницију са „Телесна пенетрација жене насилно и против њене воље“ у „Пенетрација, ма колико мала, у вагину или анус било којим делом или предметом, или оралну пенетрацију полног органа другог лица, без пристанка оштећеног“. Претходна дефиниција, која је остала непромењена од 1927. године, сматрана је застарелом и уском. Ажурирана дефиниција укључује препознавање било ког пола жртве и починиоца и да силовање предметом може бити трауматично као пенисно/вагинално силовање. Биро даље описује случајеве када жртва није у стању да да пристанак због менталне или физичке неспособности. Она признаје да жртва може бити онеспособљена дрогама и алкохолом и да није у стању да да ваљан пристанак. Дефиниција не мења савезне или државне кривичне законе нити утиче на подизање оптужнице и кривично гоњење на савезном, државном или локалном нивоу; то пре значи да ће силовање бити тачније пријављено широм земље.

## Мушкарци као жртве силовања
Новија истраживања показују да је силовање у којем су жртве мушкарци врло потиснут проблем, те нека новија истраживања показују да је - барем у САД - број мушкараца који бивају жртве силовања приближно одговара броју силованих жена. У систему америчких затвора за малолетнике, 89% жртава су младићи чији су сексуални нападачи из реда женског особља у затворима. Међутим сматра се да се мушкарци који бивају жртве силовања врло ретко обраћају систему за помоћ: од 5.095 жртава силовања који су се обратили за помоћ Центру за помоћ жртвама силовања у Хонолулуу (Хаваји), свега 10% је било мушког спола - при томе је у правилу била реч о дечацима: просечно животно доба мушког пацијента је била 10 година.
Починитељи силовања над мушкарцима (према закону, „присиљавање на полни одношај или с њим изједначену полну радњу”) могу бити мушкарци и жене. Према студији спроведеној 2012. године у Медицинској школи Станфордског универзитета, 51,2% од 152 мушке жртве силовања који су известили како су били сексуално злостављани у добу изнад 16 година, 48,4% пријављује да су нападачи биле искључиво жене, а 3% су биле жртве мушких и женских починитеља. Мушкарци које су жртве женског силовања (у пракси од физички снажније жене, или жене која користи неке методе везивања, или док су болесни или интоксиковани, или од више жена одједном) у правилу могу очекивати исмејавање („имао си среће да будеш силован”, „мушкарци не могу бити силовани”, „сами си крив”", „баш смешно” и слично) ако се потуже на силовање. Мушкарци који се потуже на хомосексуално силовање рискирају да буду сматрани хомосексуалцима и чак претњом за дечаке. Такве социјалне реакције тешко оптерећују жртве, које се још више повлаче у себе и често нису у стању да осигурају никакву социјалну или медицинску помоћ у својим тегобама.
Психолошке трауме које трпе мушкарци услед силовања укључују губитак самопоштовања, депресију, осећај безнађа, анксиозност, срџбу (укључујући чежњу за осветом), осећај посрамљености и понижености, замерања, учестала сећања на силовање, ноћне море, осећај кривње, емоционално отупљивање, аверзију на додире других људи, повлачење из кућних и друштвених активности, страх од неких врста људи које жртву подсећају на починитеља, поремећаје спавања и једења, повећану склоност конзумацији дрога и алкохола, те самоубилачке склоности. Чести су проблеми у остваривању интимности с брачним партнерима; многе жртве осећају да су лишене своје мушкости, а неожењени могу сумњати у своју способност да заснују породицу.